# ژورافتسه
ژورافتسه (به لاتین: Żurawce؛ تلفظ لهستانی: [ʐuˈraft͡sɛ]) یک منطقهٔ مسکونی در لهستان است که در گمینا لوبچا کرولوسکا واقع شده‌است.